# Старостіна Алла Олексіївна
Старостіна Алла Олексіївна — доктор економічних наук, професор, Заслужена діячка науки і техніки України, віце-президент Української асоціації маркетингу, завідувачка кафедри міжнародної економіки Київського національного університету імені Тараса Шевченка.

## Навчання
- У 1976 р. закінчила Київський державний університет ім. Т.Г. Шевченка, спеціальність — політична економія, кваліфікація — економіст, викладач політичної економії
- У 1999 р. захистила докторську дисертацію на тему «Методологія і практика маркетингових досліджень в Україні»

## Трудова діяльність
- Завідувачка кафедри міжнародної економіки та маркетингу в Київському національному університеті імені Тараса Шевченка з 2002 р. до тепер.
- Завідувачка кафедри промислового маркетингу Національного технічного університету України «Київського політехнічного інституту імені Ігоря Сікорського» з 1993 по 2002р;
- Засновник і керівник одного з перших в Україні (з 1993 року до тепер) відділень з отримання другої вищої освіти з маркетингу при Національному технічному університеті України «Київський політехнічний інститут імені Ігоря Сікорського»,
- Засновник і керівник Бізнес-школи Київського національного університету імені Тараса Шевченка з 2013 р. до тепер.

## Звання та особливі нагороди
- Лауреат Державної премії України в галузі науки і техніки за комплекс підручників з маркетингу (2011 р.)
- Заслужений діяч науки і техніки України (2009 р.)
- Почесна медаль «Відмінник Освіти»

## Публікації
За науковими напрямами економіка, міжнародна економіка та міжнародний маркетинг опубліковані 318 праць, з яких 13 монографій, у тому числі видані в країнах ЄС, 27 підручників та навчально-методичних посібників, 154 статті у фахових та наукометричних виданнях.